# Paweł Grabowski (ur. 1986)
Paweł Grabowski (ur. 19 sierpnia 1986 w Brzegu) – polski polityk, prawnik i politolog, radca prawny, poseł na Sejm VIII kadencji.

## Życiorys
Absolwent I Liceum Ogólnokształcącego im. Bolesława Chrobrego w Brzegu. W 2012 uzyskał na Uniwersytecie Wrocławskim magisterium z politologii (na Wydziale Nauk Społecznych) oraz z prawa (na Wydziale Prawa, Administracji i Ekonomii). W 2013 rozpoczął aplikację radcowską w Okręgowej Izbie Radców Prawnych we Wrocławiu. Po jej ukończeniu uzyskał uprawnienia radcy prawnego. W 2014 został członkiem Stowarzyszenia Prawa Konkurencji oraz Stowarzyszenia Inwestorów Indywidualnych.
W wyborach parlamentarnych w 2015 kandydował do Sejmu z szóstego miejsca na liście komitetu wyborczego Kukiz’15 w okręgu opolskim. Uzyskał mandat posła VIII kadencji, otrzymując 4508 głosów. W Sejmie VIII kadencji został m.in. członkiem Komisji Gospodarki i Rozwoju oraz Komisji Finansów Publicznych, wiceprzewodniczącym Komisji Odpowiedzialności Konstytucyjnej oraz przewodniczącym Podkomisji stałej do spraw mikro, małych i średnich przedsiębiorstw. W 2016 współtworzył stowarzyszenie Endecja (do 2017 był jego pełnomocnikiem w województwie opolskim). 22 lipca 2016 został wiceprzewodniczącym komisji śledczej ds. Amber Gold. 21 października 2016 został w niej zastąpiony przez Tomasza Rzymkowskiego. Stało się to na skutek braku uzyskania od Agencji Bezpieczeństwa Wewnętrznego certyfikatu dostępu do informacji niejawnych. W wyborach samorządowych w 2018 kandydował z ramienia Kukiz’15 na prezydenta Opola, uzyskując 1,9% poparcia i zajmując piąte miejsce. Bez powodzenia kandydował także w wyborach do Parlamentu Europejskiego w 2019. W wyborach krajowych w tym samym roku nie uzyskał poselskiej reelekcji.